# プロレスリングBASARA
プロレスリングBASARA（プロレスリング・バサラ）は、日本のプロレス団体。

## 団体名の由来
「BASARA」は「傾奇者」という意味で創業者の木高イサミが「派手な格好をして体制に反逆するとか、そういうプロレス界に変わったものをやっていきたい」という想いを込めて名付けた。

## 歴史

### 2015年
- 10月4日、後楽園ホールで開催されたユニオンプロレスの解散興行で木高イサミが「新しい家を作る」と宣言してプロレス新団体の設立に向けて動き始めた[1]。
- 10月7日、木高がプロレスリングBASARAを設立することを発表[2]。所属選手は木高、竜剛馬、FUMA、風戸大智、福田洋、SAGAT。
- 11月18日、TECの久保佑允が移籍。
- 12月11日、DDT NEW ATTITUDEの中津良太が移籍。
- 12月23日、塚本拓海が入団。

### 2016年
- 1月1日、酒場プロレスのDDTプロレスリングからの移管を発表。
- 1月21日、新宿FACEで旗揚げ戦「伐折羅・壱〜乾坤一擲〜」を開催。KAIENTAI DOJOの関根龍一が移籍。
- 6月23日、DDTプロレスリングのリングアナウンサーである新藤力也が移籍。
- 9月7日、DDT NEW ATTITUDEの河村知哉が移籍。

### 2017年
- 1月6日、レフェリーの岡田裕也が入団。
- 4月29日、中野貴人がデビュー。
- 12月28日、スポルティーバエンターテイメントの阿部史典が移籍。

### 2018年
- 3月31日、河村が退団。
- 8月11日、DDT NEW ATTITUDEの下村大樹が移籍。
- 12月1日、DDT NEW ATTITUDEの神野聖人が移籍。

### 2019年
- 6月11日、今年いっぱいでDDTプロレスリングからの独立を発表[3]。
- 8月7日、合同会社プロレスリングBASARAを設立。
- 12月28日、薄井鉄央がデビュー。

### 2020年
- 10月24日、リル・クラーケンがデビュー。

### 2022年
- 12月31日、阿部が退団。

### 2023年
- 10月21日、下村が1年間の活動休止を発表[4]。

### 2024年
- 8月4日、井上彪流がデビュー。
- 10月30日、下村が活動再開。

### 2025年
- 6月9日、新人事を発表。社長に中津良太、営業部長に塚本拓海、選手会長に中野貴人が就任[5]。木髙イサミは全権を中津に譲り経営から退くが、当面は登記変更をせず代表社員として残る[5]。

## タイトルホルダー
| タイトル          | 保持者              | 歴代   |
| ----------------- | ------------------- | ------ |
| ユニオンMAX王座   | 中津良太            | 第23代 |
| IRON FIST TAG王座 | 真霜拳號 本田アユム | 第14代 |

| タイトル                 | 覇者              | 年代   |
| ------------------------ | ----------------- | ------ |
| 頂天〜itadaki〜          | 中津良太          | 2025年 |
| IRON FIST TAG TOURNAMENT | 中津良太 樋口和貞 | 2023年 |

## 所属選手・主要参戦選手

### 正規軍
- 木髙イサミ
- 塚本拓海
- 関根龍一〈限定参戦〉
- 竜剛馬
- SAGAT
- 中津良太
- 下村大樹
- 中野貴人
- 神野聖人
- リル・クラーケン
- 井上彪流

### アジアン・カンフー・レボリューション
- FUMA
- トランザム★ヒロシ
- KUBITO
- 風戸大智

### レギュラー参戦選手
- 藤田ミノル（フリー）
- ヤス・ウラノ（フリー）
- ツトム・オースギ（フリー）
- バナナ千賀（フリー）

## スタッフ
レフェリー
- 岡田裕也

リングアナウンサー
- 新藤力也

営業部長
- 塚本拓海

選手会長
- 中野貴人

## 歴代所属選手
- 河村知哉（旧：レインボー・カワムラ）
- 阿部史典

## 歴代ユニット
- 魁!!鋼鉄家族
- スパーキー
- 戦闘民族

## テーマ曲
- 宴 -UTAGE-（T.M.Revolution）

## プロレスバークラッチ
2020年3月27日、舟町に開店。
- 歴代店長 : 初代：中津良太
- スタッフ : 塚本拓海、トランザム★ヒロシ、SAGAT、アントーニオ本多、岡田裕也